# Paramour
Albums de Jeanne Balibar
Slalom Dame
(2006)
Paramour est le premier album de Jeanne Balibar, sorti le 29 septembre 2003 chez Wagram Music. Il a été réalisé par Rodolphe Burger.

## Historique
Après une première expérience de chanteuse en 2002 sur le titre La Putain dans Autour de Serge Reggiani, l'album hommage à Serge Reggiani, Jeanne Balibar, actrice de théâtre et de cinéma, participa la même année au concert du Gisti (Groupe d'information et de soutien des travailleurs immigrés) et fit alors la rencontre de Rodolphe Burger qui lui propose quelque temps plus tard de composer pour elle les musiques d'un album dont elle écrit l'essentiel des textes avec Pierre Alferi,. Le titre Paramour vient d'un mot issu du vieux français et actuellement exclusivement utilisé en anglais désignant dans son sens contemporain un « amour illicite, » qu'il soit de sexe masculin ou féminin.
L'album a été accompagné en 2004 d'une tournée française et internationale (Bruxelles, Berlin, Tokyo) de quelques dizaines de dates,. À l'occasion de cette tournée, elle fait la rencontre de Dominique A qui décide de lui écrire deux chansons pour son album suivant Slalom Dame réalisé une nouvelle fois avec Rodolphe Burger. La chanson My Blue Eyes est reprise par Erik Marchand et Rodolphe Burger l'année suivante sur leur album commun Before Bach sous le titre Thinking Tonight.
L'album reçoit une bonne critique et surtout se vend à plus de 30 000 exemplaires, ce qui surprendra les labels musicaux et favorisera une série de sorties de disques par diverses actrices dans les années qui suivirent telles que Sandrine Kiberlain et Emmanuelle Seigner, ou bien Arielle Dombasle, Victoria Abril, Agnès Jaoui dans un style différent.
En 2010, le documentaire cinématographique Ne change rien de Pedro Costa reprend une partie des titres et des concerts issus de cet album et lui emprunte le titre d'une de ses chansons.

## Liste des chansons
| No  | Titre | Auteur                                       | Durée      |
| --- | --- | -------------------------------------------- | ---------- |
| 1.  | Le Tour du monde | Pierre Alferi / Rodolphe Burger              | 4 min 01 s |
| 2.  | Johnny Guitar (d'après la chanson du film Johnny Guitare de Nicholas Ray)                                                   | Peggy Lee / Peggy Lee et Victor Young        | 4 min 08 s |
| 3.  | Pas dupe | Pierre Alferi / Rodolphe Burger              | 3 min 33 s |
| 4.  | My Blue Eyes (adapté par Pierre Alferi / Rodolphe Burger)                                                                   | Alvin Pleasant Carter                        | 4 min 02 s |
| 5.  | Hélas (en duo avec Maggie Cheung)                                                                                           | Pierre Alferi / Rodolphe Burger              | 3 min 44 s |
| 6.  | Lady Your Room (adapté par Jeanne Balibar / Rodolphe Burger)                                                                | Sylvia Plath                                 | 4 min 31 s |
| 7.  | Orphée | Jeanne Balibar / Rodolphe Burger             | 4 min 40 s |
| 8.  | Tu dors | Pierre Alferi / Rodolphe Burger              | 6 min 40 s |
| 9.  | Waiting in the Parlour | Jeanne Balibar / Rodolphe Burger             | 3 min 48 s |
| 10. | Safe Place | Jeanne Balibar / Rodolphe Burger             | 5 min 25 s |
| 11. | Ne change rien | Jeanne Balibar / Yves Dormoy                 | 5 min 01 s |
| 12. | These Days | Jeanne Balibar / Rodolphe Burger             | 3 min 55 s |
| 13. | Rose | Jeanne Balibar / Rodolphe Burger             | 4 min 33 s |
| 14. | Torture (d'après la chanson du film Scorpio Rising de Kenneth Anger)                                                        | Kris Jenkin ?                                | 2 min 02 s |
|     | Once Upon a Time There Was a Pretty Fly (morceau caché, d'après la chanson du film La Nuit du chasseur de Charles Laughton) | Kitty White / Walter Schumann et David Grubb |            |

## Classements
| Chart  | Meilleur classement | Nombre de semaines dans le top | Certification |
| ------ | ------------------- | ------------------------------ | ------------- |
| France | 35                  | 8                              |               |